# Первомайский стекольный завод
Первомайский стекольный завод — стекольный завод, расположенный в посёлке Первомайский Шумячского района Смоленской области.

## Историческая справка
Завод был основан в 1879 году купцом Я. М. Магидсоном, в селе Никольское Рязановской волости и назван в честь жены купца — Фанинским. На нем работало около 350 человек, которые производили оконное стекло и бутылки. Товарооборот предприятия составлял 230000 рублей в год. Сырьевой базой предприятия служили стекольные пески месторождения в бассейне реки Стомяти. В качестве топлива использовались дрова и торф. После революции 1917 года завод был национализирован и переименован в «Первомайский» (по новому названию села). В 1950 году было начато производство сортовой посуды, а в 1975 году — хрусталя. В 1975 году завод был награждён орденом «Знак Почёта». В 1992 году предприятие акционировано. В 1997 году предприятие приступило к экспорту продукции.
В 1972 году предприятие создало подсобное хозяйство, которое в настоящее время имеет более 1000 гектаров земель и животноводческую ферму.

## Производство
Предприятие занималось производством изделий из хрусталя ручной работы. На предприятии работало 750 человек. Ассортимент насчитывает более 500 наименований продукции.
В 2013 году изделия завода признаны образцами народно-художественного промысла.
Продукция завода участвовала во всероссийских выставках.

## Сегодняшний день
25 мая 2017 года арбитражный суд Смоленской области, рассмотрев заявление ООО «Газпром межрегионгаз Смоленск» о признании ОАО «Первомайский стекольный завод» банкротом, ввел в отношении должника процедуру банкротства — наблюдение. Рассмотрение дела о банкротстве назначено на 21 ноября 2017 года.
В конце января «Газпром межрегионгаз Смоленск» отключил предприятие от газоснабжения, как сообщала пресс-служба компании, «Первомайский стекольный завод» «потребляет газ без оплаты или с частичной оплатой, начиная с июня 2015 года. Судом были приняты решения о взыскании долга, но исполнительное производство не дало результата в связи с отсутствием на счетах предприятия денежных средств».
В марте 2017 года арбитражный суд признал завод градообразующим предприятием (социально значимым).
C 2017 выпуск продукции остановлен, завод остановился. Уникальные экспонаты заводского музея, имеющие высокую художественную ценность и являющиеся подлинным антиквариатом, пущены в продажу.